# Гайлігенштедтен
Гайлігенштедтен (нім. Heiligenstedten) — громада в Німеччині, розташована в землі Шлезвіг-Гольштейн. Входить до складу району Штайнбург. Складова частина об'єднання громад Ітцего-Ланд.
Площа — 8,96 км2. Населення становить 1501 ос. (станом на 31 грудня 2020).

## Галерея

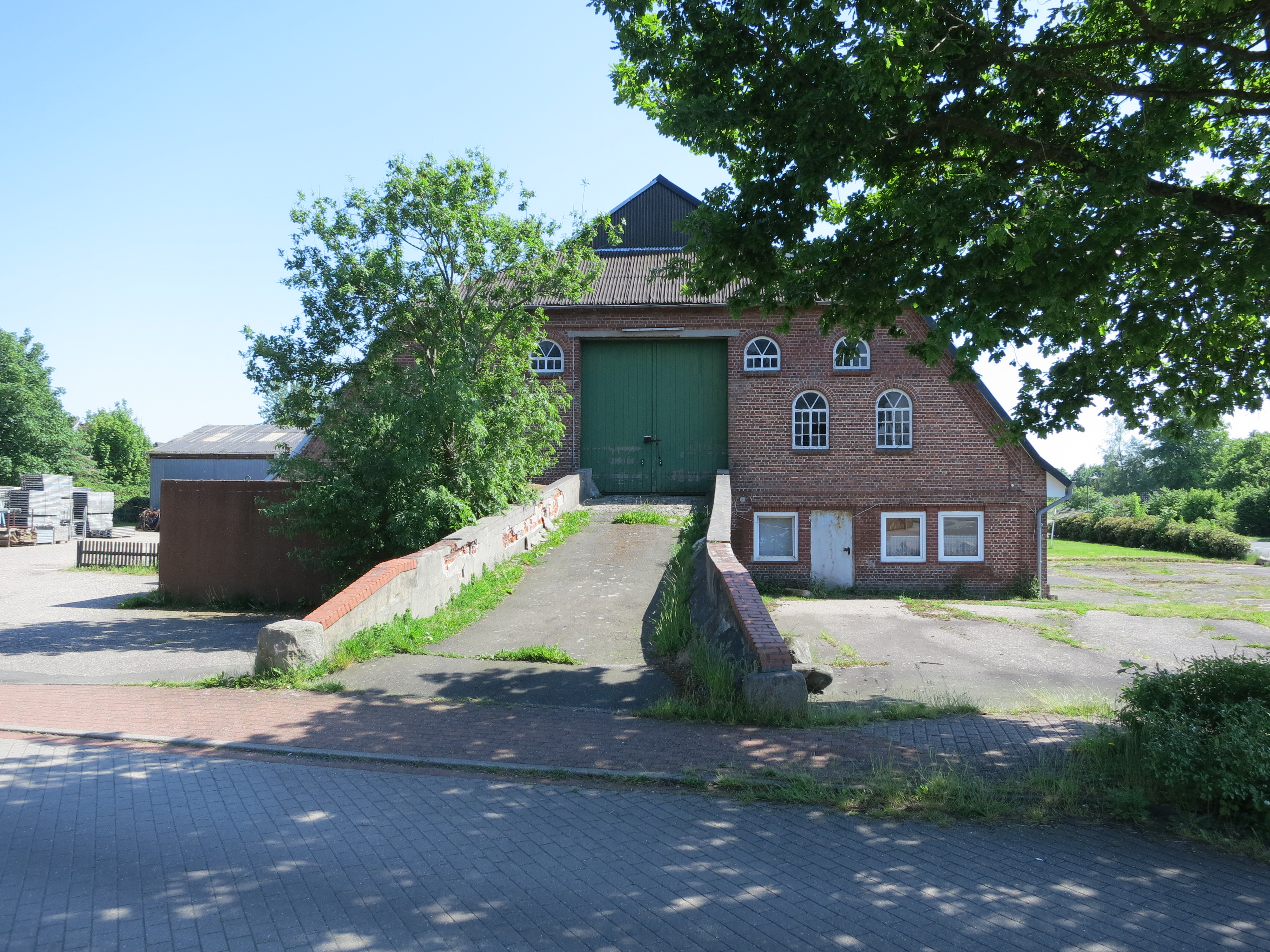
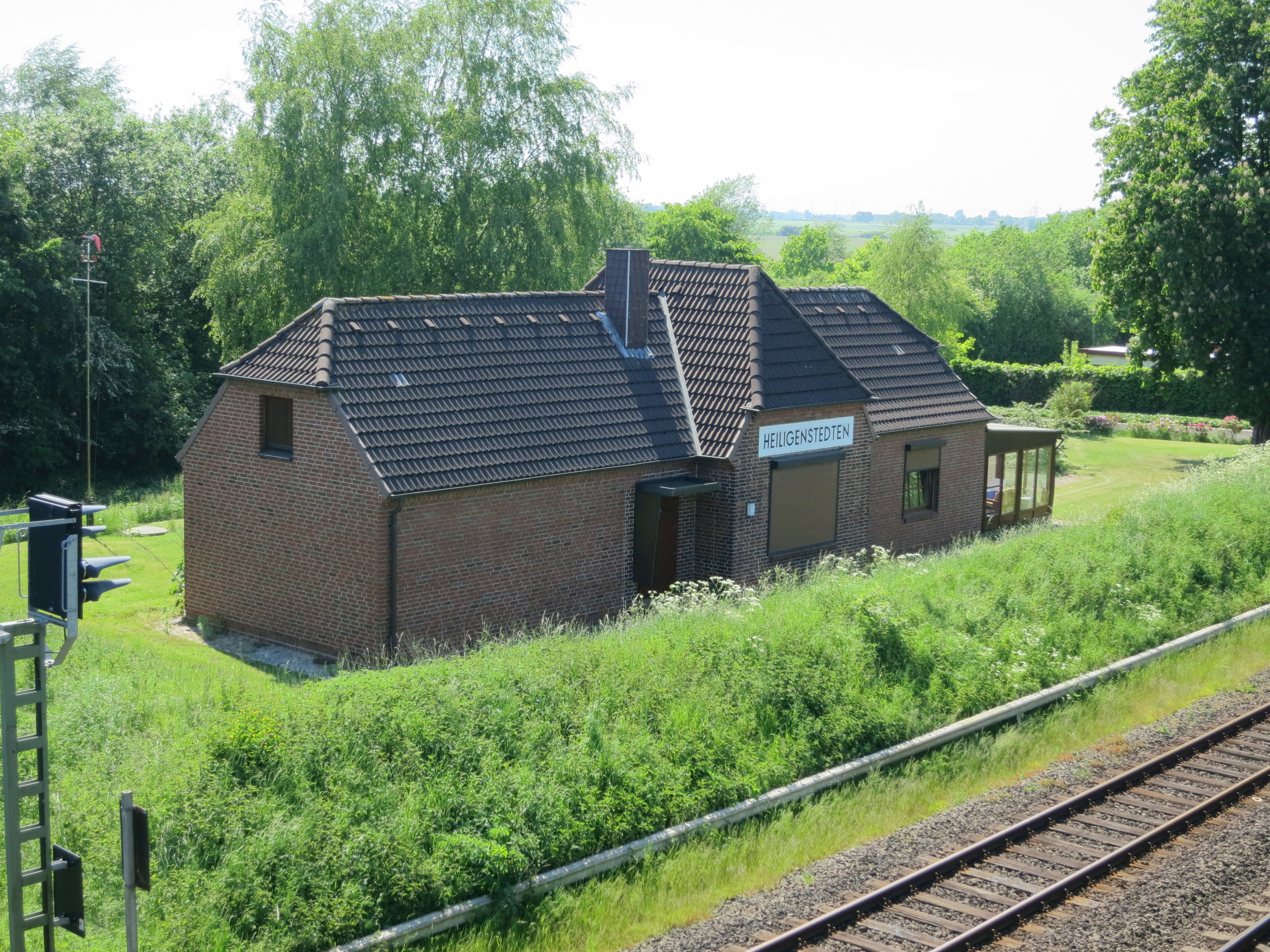
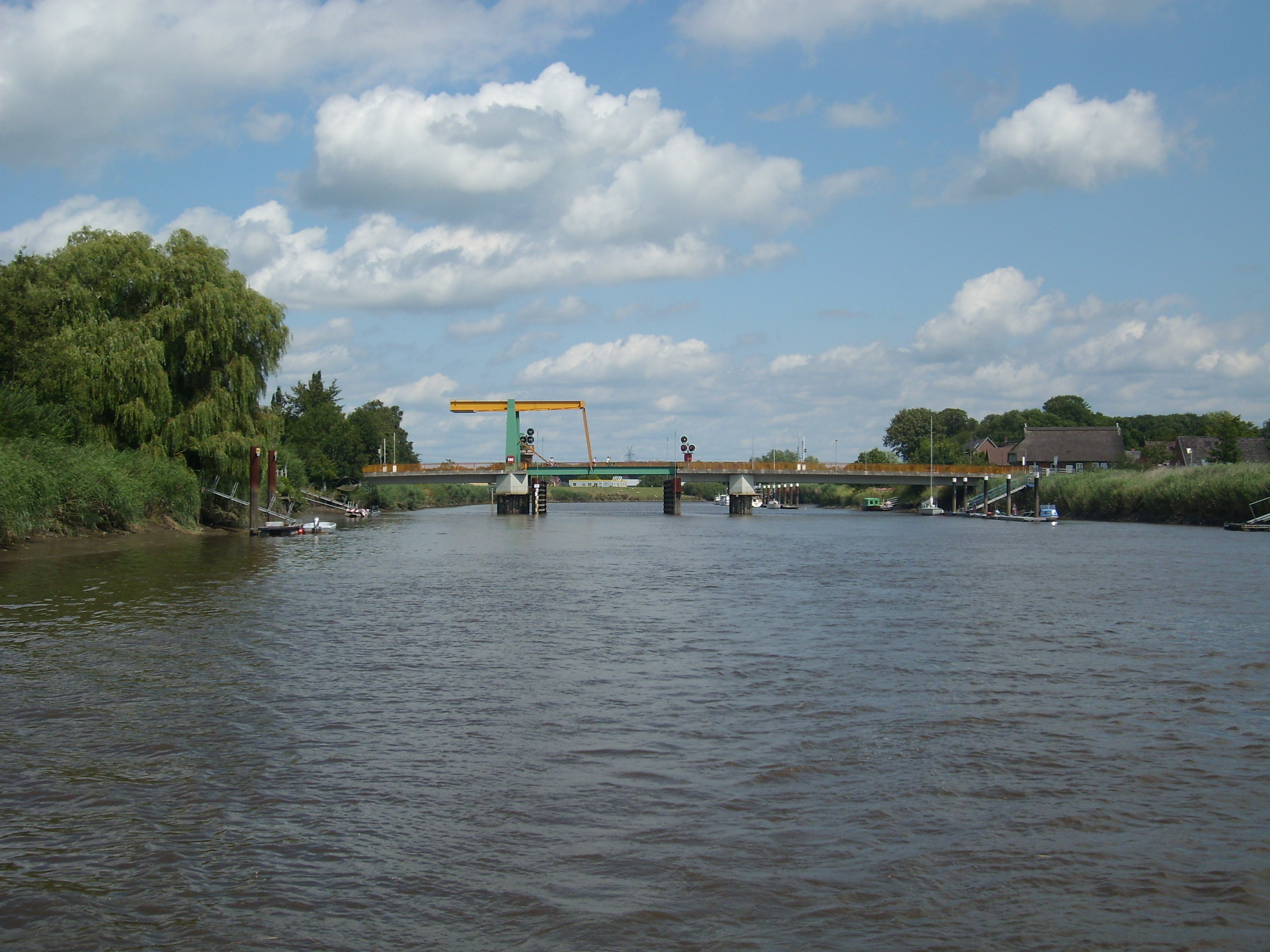